# Entropia de fusão
A entropia de fusão é o aumento de entropia ao fundir uma substância. Isso é quase sempre positivo, uma vez que o grau de desordem aumenta a transição de um sistema organizado do  sólido cristalino para a estrutura disorganizada de um líquido; a única exceção conhecida é o hélio. Ele é indicado como {\displaystyle \Delta S_{\text{fus}}} e, normalmente, expressa em J mol-1 K-1
Um processo natural, como uma transição de fase vai ocorrer quando o associado mudança na energia livre de Gibbs é negativa.
{\displaystyle \Delta G_{\text{fus}}=\Delta H_{\text{fus}}-T\times \Delta S_{\text{fus}}<0}, onde {\displaystyle \Delta H_{\text{fus}}} é a entalpia ou calor de fusão.
Já que esta é uma equação termodinâmica, o símbolo T se refere ao valor absoluto temperatura termodinâmica, medido em  kelvins (K).
Equilíbrio ocorre quando a temperatura é igual à ponto de fusão {\displaystyle T=T_{f}} de modo que
{\displaystyle \Delta G_{\text{fus}}=\Delta H_{\text{fus}}-T_{f}\times \Delta S_{\text{fus}}=0},
e a entropia de fusão é o calor da fusão dividido pelo ponto de fusão.
{\displaystyle \Delta S_{\text{fus}}={\frac {\Delta H_{\text{fus}}}{T_{f}}}}

## Hélio
Hélio-3 tem uma entropia negativa de fusão a temperaturas abaixo de 0,3 K. Hélio-4 também tem uma entropia de fusão muito ligeiramente negativa abaixo de 0,8 K. Isso significa que, a pressões constantes apropriadas, essas substâncias congelam com a adição de calor.